# Ocros (provincie)
| Ocros                                                  | Ocros                          |
| ------------------------------------------------------ | ------------------------------ |
| Steagul provinciei                                     |                                |
| Harta localizării provinciei în cadrul regiunii Ancash |                                |
| Informații generale                                    |                                |
| Nume nativ                                             | Provincia de Ocros             |
| Țară                                                   | Peru                           |
| Regiune                                                | Ancash                         |
| Fondare                                                | 19 iunie 1990                  |
| Primar                                                 | Francisco Espinoza Montesinos  |
| - Capitală                                             | Ocros                          |
| - Suprafață totală                                     | 2286 km2                       |
| - Districte                                            | 10                             |
| Populație                                              |                                |
| An recensământ                                         | 2007                           |
| - Totală                                               | 9196                           |
| - Densitate                                            | 4,02/km2                       |
| Fus orar                                               | UTC-5                          |
| Sit web                                                | http://www.ocrosancashperu.com |
| UBIGEO                                                 | 0214                           |
| Modifică text                                          |                                |

Ocros este una dintre cele douăzeci de provincii din regiunea Ancash din Peru. Capitala este orașul Ocros. Se învecinează cu provincia Bolognesi și regiunea Lima.

## Diviziune teritorială
Provincia este divizată în 10 districte (spaniolă: distritos, singular: distrito):
| Distrito , Capital , Altitud (msnm) |                        |                       |
| District                            | Capitală               | Altitudine (m.d.n.m.) |
| Ocros                               | Ocros                  | 3,230                 |
| Acas                                | Acas                   | 3,689                 |
| Cajamarquilla                       | Cajamarquilla          | 3,514                 |
| Carhuapampa                         | Aco                    | 2,228                 |
| Cochas                              | Huanchay               | 800                   |
| Congas                              | Congas                 | 3,055                 |
| Llipa                               | Llipa                  | 3,020                 |
| San Cristóbal de Raján              | San Cristóbal de Raján | 3,605                 |
| San Pedro                           | Copa                   | 2,219                 |
| Santiago de Chilcas                 | Santiago de Chilcas    | 3,657                 |

Sursa:INEI.2007.Perú.